# Todor Todorovic

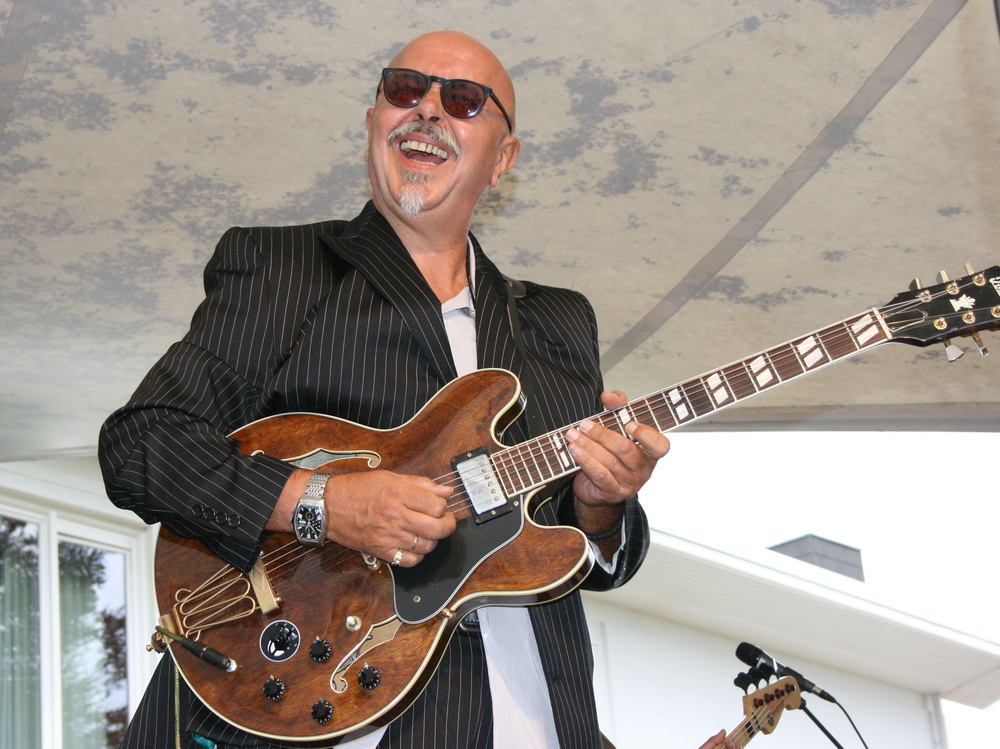
Todor Todorovic 2010

Todor „Tosho“ Todorovic (* 16. Februar 1951 in Lingen) ist Musiker, Sänger der Gruppe Blues Company und Verlagsinhaber.

## Leben
1957 zog Todor Todorovic mit seinen Eltern, die aus  Jugoslawien stammten, von Lingen nach Osnabrück um. Seine ersten musikalischen Gehversuche machte er im Alter von sieben Jahren im vom Vater geleiteten orthodoxen Kirchenchor und ab 1961 als Gitarrist mit Oro, einer exil-jugoslawischen halbprofessionellen Volkstanzgruppe. Mit ihr hatte er bis zu fünfzig Auftritte jährlich in Europa, bis hin nach Griechenland. 1965 spielte er in seiner ersten Beatband, The Snobs. Von 1968 bis 1971 machte er eine Lehre bei der Deutschen Bank. Von 1972 bis 1978 studierte er Musik (Klassische Gitarre und Gesang). Gleichzeitig begann er als Berufsmusiker zu arbeiten, und zwar in verschiedenen Tanzkapellen und Showbands, u. a. auch in der Begleitgruppe des Medium-Terzetts. Im Mai 1976 wurde in Osnabrück die Blues Company gegründet, von Anfang an mit Todor Todorovic als Sänger und Gitarristen. Bald war sie als Begleitgruppe verschiedener Bluesstars wie Blind John Davis, James Booker oder Billy Boy Arnold europaweit unterwegs. Ab 1978 gab es erste regelmäßige Fernsehauftritte in der Talkshow 3 nach 9, im Wechsel mit Gottfried Böttger. Die erste von inzwischen 28 LPs/CDs der Blues Company erschien 1980 als Live. Bisher hat die Gruppe etwa 4000 Auftritte in 19 Ländern in Europa und Asien hingelegt. Von 1979 bis 2015 war Todor Todorovic (Teilzeit-)Lehrer für E-Gitarre und Bandcoaching an der Musik- und Kunstschule Osnabrück. Dort war er Initiator der Abteilung für Pop/Rock/Jazz, aus der später die Studienabteilung für Pop und Jazz am Institut für Musik der Hochschule Osnabrück hervorging. Seit etwa 2010 hat er dort einen Lehrauftrag für Bluescombos im Pop- und Jazzprofil. Für seine Veröffentlichungen hat er den Musikverlag Todor Todorovic gegründet.
Bei den Osnabrücker Stadtratswahlen im September 2021 war Todorovic als Kandidat der Grünen auf Listenplatz 7 im Wahlbereich 4 (Neustadt/Kalkhügel/Sutthausen/Nahne) aufgestellt, konnte jedoch kein Mandat erreichen.

## Auszeichnungen
- 1993: Bürgermedaille der Stadt Osnabrück (für Engagement gegen Ausländerfeindlichkeit ...)
- 1996: Jazzaward für die CD Vintage
- 2003: Music Award von AUDIO/Stereoplay für die LP/CD From Daybreak To Heartbreak
- 2010: Blues Louis/SWR/Lahnstein Blues Festival
- 2010: Preis der deutschen Schallplattenkritik für die CD O' Town Grooves
- 2012: Kulturpreis des Landschaftsverbandes Osnabrücker Land
- 2014: Preis der deutschen Schallplattenkritik für die LP/CD X-Ray Blues
- 2015: Blues in Germany: Big Lifetime Award
- 2015: Jazzaward für die CD ... Blues, Ballads & Assorted Love Songs
- 2015: Preis der deutschen Schallplattenkritik für Aint Nothin' But ...

## Diskographie
- als Tosho:
  - Serious Fun (CD, 1996)
  - Back by Popular Demand (CD, 1999)
- mit der Blues Company: siehe dort